# Merkelcelcarcinoom
Merkelcelcarcinoom of merkelcelkanker is een zeldzame maar zeer agressieve vorm van huidkanker. Het komt vooral voor in de hoofd-halsregio. Het is een vaste, niet-pijnlijke bult, huidkleurig, rood of blauw, maar de diagnose is niet op het oog te stellen. De grootte kan variëren van 5 mm tot 5 cm, maar de kanker groeit snel. Ongeveer de helft van gevallen ontstaat op zonbeschenen huid, 1/3 op de benen en armen, en soms op de romp. Merkelcelcarcinoom zaait snel uit, vooral naar de lymfeklieren, maar ook naar lever, longen, bot of hersenen.

## Oorzaak
Blootstelling aan ultraviolet licht (zonlicht) draagt bij aan het ontstaan van merkelcelcarcinoom. In 2008 is een virus ontdekt dat mogelijk aan het ontstaan van merkelcelcarcinoom zou bijdragen. Het virus werd Merkelcelpolyomavirus genoemd. Het werd echter ook wel in gezonde huid aangetroffen. De exacte relatie is dus nog niet duidelijk.

## Epidemiologie
Deze kanker komt vooral voor - maar niet uitsluitend - bij blanke patiënten tussen 60 en 80 jaar. Even vaak bij mannen als bij vrouwen. Het komt ongeveer 50x minder vaak voor dan melanoom
Stoornissen van het afweersysteem vergroten het risico op merkelcelcarcinoom aanzienlijk.
Zo komt het veel vaker voor bij patiënten met HIV; mogelijk ook na orgaantransplantaties.

## Behandeling
Het is belangrijk de behandeling zo snel mogelijk uit te voeren, om het risico op uitzaaien te verminderen.

### Chirurgie
Chirurgische excisie is het fundament van de behandeling. De kanker wordt met ruime marge van gezond weefsel uitgesneden. Vaak worden ook regionale lymfeklieren weggenomen, omdat deze vaak uitgezaaide cellen bevatten. Soms gebeurt dit via een schildwachtklierprocedure.

### Bestraling en chemotherapie
Aanvullende bestraling is effectief gebleken om recidief te voorkomen en de vijfjaarsoverleving te verbeteren. Als er geen uitzaaiingen gevonden worden is de prognose goed. Als er wel uitzaaiingen zijn kan aanvullende chemotherapie nuttig zijn.